# Ibrahim Krajkova
Ibrahim Krajkova, mera känd som Leci, född den 13 april 1957 i Mitrovica i Kosovo i Jugoslavien, död den 13 november 2015 i Pristina i Kosovo, var en albansk humorist som medverkat i många albanska komedifilmer.
Han var en av de mest kända komikerna i albansk television. Han gjorde flera filmer som Leci med bland annat albanska musikanten Sabri Fejzullahu.